# 錫堅斯科耶湖
58°03′40″N 29°21′39″E / 58.06111°N 29.36083°E
錫堅斯科耶湖（俄语：Ситенское），是俄羅斯的湖泊，位於該國西北部，由普斯科夫州負責管轄，處於斯特魯吉-克拉斯內耶區，面積1.2平方公里，集水區面積9.28平方公里，平均水深4米，最大水深9米。